# Thérain
Der Thérain [teʁɛ̃] ist ein Fluss in Frankreich, der in den Regionen Normandie und Hauts-de-France verläuft. Er entspringt im sogenannten Pays de Bray, an der Gemeindegrenze von Gaillefontaine und Haucourt, entwässert generell Richtung Südost und mündet nach rund 94 Kilometern
im Gemeindegebiet von Saint-Leu-d’Esserent, knapp südlich von Creil, als rechter Nebenfluss in die Oise. Er durchquert auf seinem Weg die Départements Seine-Maritime und Oise.

## Orte am Fluss
(Reihenfolge in Fließrichtung)
- Grumesnil
- Songeons
- Milly-sur-Thérain
- Beauvais
- Bailleul-sur-Thérain
- Hermes
- Mouy
- Balagny-sur-Thérain
- Cires-lès-Mello
- Montataire
- Thiverny

## Nebenflüsse
(Reihenfolge in Fließrichtung)
| Name                  | Länge in km | Mündungsseite | Mündung in Gemeinde |
| --------------------- | ----------- | ------------- | ------------------- |
| Petit Thérain         | 21          | links         | Milly-sur-Thérain   |
| Liovette              | 9           | links         | Beauvais            |
| Avelon                | 23          | rechts        | Beauvais            |
| Ru de Berneuil        | 12          | rechts        | Allonne             |
| Fosse d’Orgueil       | 12          | rechts        | Warluis             |
| Sillet                | 8           | rechts        | Hermes              |
| Ruisseau de Lombardie | 6           | links         | Hondainville        |
| Moineau               | 6           | links         | Mouy                |
| Ruisseau de Cires     | 14          | rechts        | Cires-lès-Mello     |